# Стороженко Андрій Якович
Стороженко Андрій (8 березня, 1791 — 4 липня, 1858) — військовий і адміністративний діяч, історик і письменник.

## Життєпис
Старшина російської армії, служив 1832 — 49 у російській військовій адміністрації Царства Польського (з 1842 сенатор, з 1845 — гол. дир. внутрішніх і духовних справ Царства Польського). Знавець і збирач української старовини, Стороженко мав велику збірку історичних документів 17 — 18 вв. (серед інших оригінал «Реєстрів Війська Запорізького» 1649).
Стороженко був автором 3-томової «Истории Южной России» (не опублікованої і загубленої), історичних нарисів про Богдана Хмельницького й Івана Мазепу та спогадів («Записок»), з яких опубліковано лише уривки.
Під псевдонімом «Андрей Царинный» надрукував «Мысли малороссиянина» (ж. «Сын Отечества и Северный Архив» (1832, т. XXV, № 1—4), де виступив з критикою «Вечеров на хуторе близь Диканьки» Миколи Гоголя.
Писав вірші українською й російською мовами й був автором оперети «Запорозька Січ». Літературні твори Стороженка опублікував його внук Микола Стороженко в додатку до своєї статті «Очерк литературной деятельности А. Я. Стороженка»
(«Киевская старина», 1886, — № 5. С. 1-25; — № 8. С. 639—692; — № 10. С. 299—318; — № 11. С. 445—471).
Стороженко був приятелем Тараса Шевченка (який хотів залучити його до участі в «Живописной Украине», 1844), Євгена Гребінки, Пантелеймона Куліша, О. Бодянського, Т. Грановського (родича С.) та ін.
Помер у Києві.
Автобіографія й листування С. опубліковані в II т. Фамільного Архіву Стороженків.